# Darco

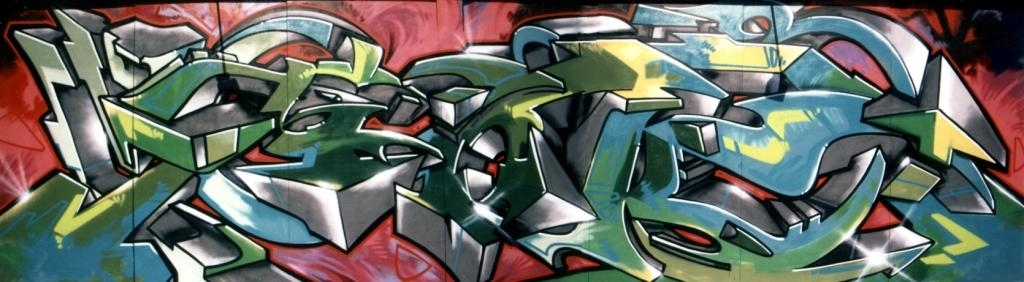
Opera di Darco del 1996

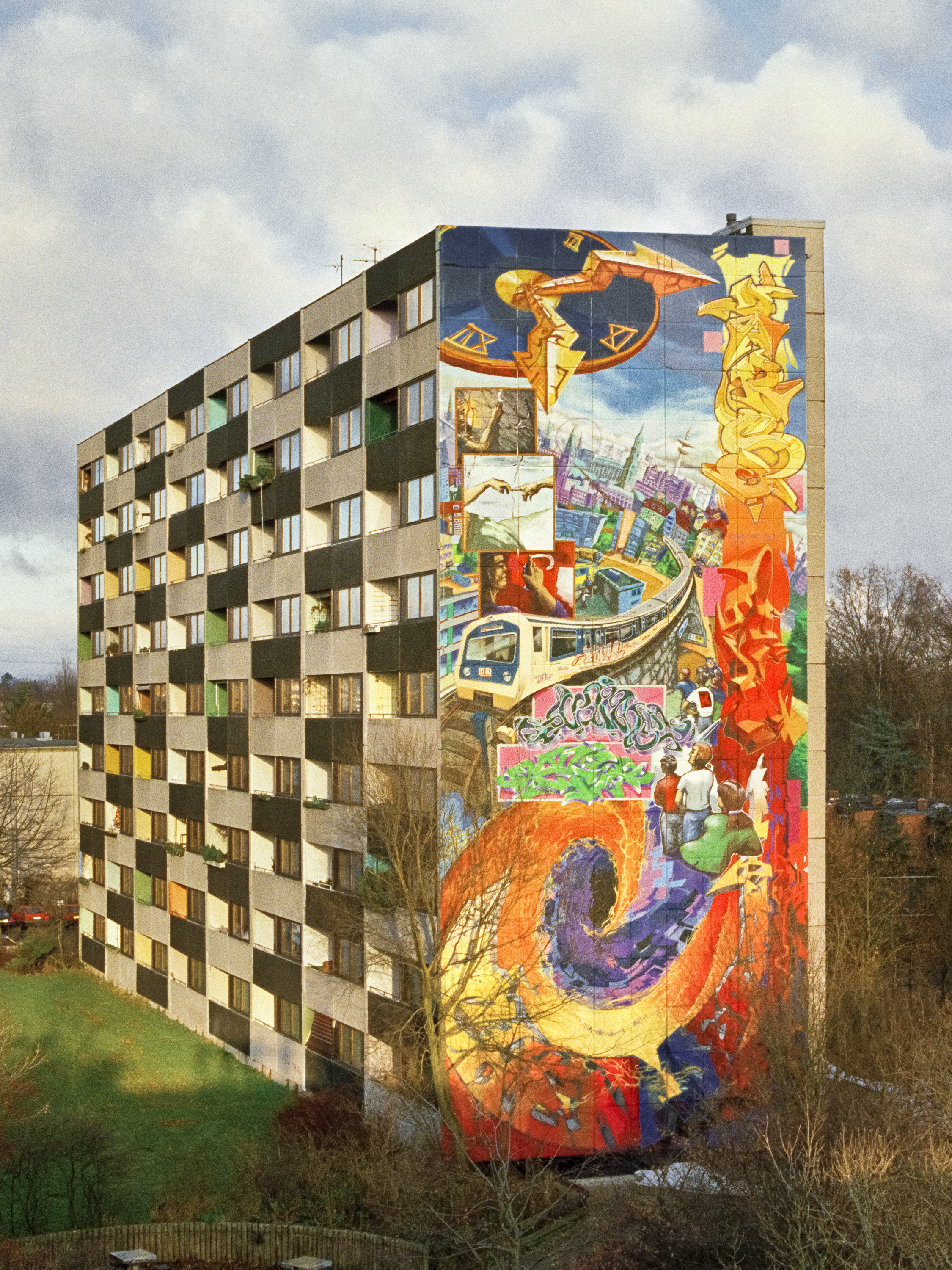
Opera di Darco e altri artisti realizzata a Lohbrügge in Germania nel 1995

Darco (Bielefeld, 1º marzo 1968) è un artista tedesco.

## Biografia
Trasferitosi in Francia nel 1976 sviluppò un precoce interesse per l'arte e più specificamente per il writing. Dipinse il suo primo "pezzo"  in un sobborgo di Parigi nel 1984. Fin dagli inizi degli anni ottanta ricevette riconoscimenti in tutto il mondo per il suo stile di scrittura, che influenzò generazioni di writers in tutto il mondo.
Darco si specializzò nell'arte del lettering, anche se mantenne il lato grafico con dei solidi outline (contorno della lettera). Il suo stile viene spesso etichettato come 3D. Originalità nello stile, prospettive e dinamiche di varie forme e colori sono il punto focale del suo lavoro.
Nel 1985, insieme a "Gawki", creò la crew di writers  FBI, ormai gruppo internazionale. Attraverso la loro originalità, la scelta dei soggetti, concetto, stile, dimensioni e qualità del loro lavoro, insieme con una vasta esperienza di viaggi in tutto il mondo, la crew ha acquisito il rispetto generalizzato dei writers e seguaci.
Darco è stato il primo artista di graffiti in Francia ad essere condannato per danneggiamento di beni pubblici nel 1989. Di conseguenza del suo caso ne è stato fatto un esempio, subendo una punizione durissima. Dopo molte discussioni, la SNCF (Ferrovie francesi) decise, sotto l'influenza di diversi ministeri e dei media, di impostare una nuova punizione per il crimine. A Darco venne infine chiesto di dipingere diversi murales per la compagnia ferroviaria tramutando l'ammenda in lavoro. Pochi anni dopo, nel 1994, Darco è stato invitato a partecipare alla ristrutturazione della stazione ferroviaria più antica d'Europa - Gare du Nord. Il risultato fu un gigantesco spettacolo: la creazione di 900 m² di murales.
Dal 1992 Darco è stato uno dei primi writer in Europa ad aver acquisito lo status ufficiale di artista. Egli è anche membro della UA, storica crew americana e della TFC, crew australiana. Accanto alla personale ricerca artistica, Darco opera in diverse aree del settore artistico, tra cui decorazione, design, moda, set e scenografia, come art director, consigliere e consulente. Ha inoltre lavorato regolarmente in Europa, Sudafrica, USA, Australia e Canada.
Nel 2006 un libro intitolato "Code Darco Art" è stato pubblicato da "Edizioni Alternative / L'oeil d'Horus".
In passato Darco ha lavorato come consulente artistico di Jean Jacques Beineix, il doppio corpo di Olivier Martinez nel film IP5 e ha delineato un concept completo per l'album di DJ Vadim "L'Arte dell'ascolto".
I lavori di Darco sono stati esposti nei musei Palais de Tokyo, Centre Georges Pompidou, Museo Kaltmann, Musée des Arts et Traditions Populaires e il Grand Palais di Parigi, in Francia. Oggi Darco continua a lavorare con coerenza e fedeltà all'essenza del graffiti-writing e di tutto il suo percorso artistico passato.

## Mostre
- 2009:
  - TAG, collective exhibition at le Grand Palais, Paris, 2009.[1]
  - Exhibition in l'hotel Kube with le Studio 55
- 2008:
  - Solo show, galerie Bailly Contemporain (Paris) - curator Taxie Gallery.
  - Collective exhibition, galerie Bailly Contemporain (Paris) - curator Taxie Gallery.
- 2007:
  - Solo show « Melt Gallery » - Sydney (Australie)
  - Solo Show « Carhartt Gallery » - Weil am Rhein (Allemagne)
  - « Galerie Onega » - 60 rue Mazarine, (Paris 6eme)
- 2006:
  - Solo show «Wooden Shadow Gallery » - Melbourne(Australie)
- 2003:
  - Mural at Palais de Tokyo for the autumn festival opening (Paris)
- 2002:
  - Art director of a 200 m² wall for Groundwork Morden - Londres (GB)
- 2000:
  - « Area 101 » - Adelaide (Australie)
  - Collective exhibition « Totem » - Perth (Australie)
  - Collective exhibitione « Urban Discipline » et réalisation d'une fresque collective - Hambourg (Allemagne)

## Opere
1000 grafitis y obras de arte urbano

2010

Cristian Campos
Maomao publications

ISBN 978-84-96805-71-2
Mural Art

2008

Carpé Diem

ISBN 978-3-939566-22-9
Darco Code Art

2006

Wasted Talent #3

ISBN 2-86227-475-5
Blackbook

Author Woshe, introduced by par Darco

2005

ISBN 2-86227-461-5
Broken Windows Graffiti NYC

2002

Gingko Press, inc

ISBN 1-58423-078-9
URBAN DISCIPLINES

2001

Author: graffiti-art 2000

ISBN 3-00-007960-2
URBAN DISCIPLINES

2000

Author: graffiti-art 2000

ISBN 3-00-006154-1
Kapital

2000

Alternatives

ISBN 2-86227-257-4
Urban Discipline - Graffiti Art 2000

2000

Getting up / Maximum Hip Hop

ISBN 3-00-006154-1
Du Tag au Tag

2000

Epi/DDB
Graffiti Art #11 - Graffiti in Paris

Year?

Schwarzkopf & Schwarzkopf

ISBN 3-89602-343-8
Graffiti Art #9 - Graffiti auf wänden und maueren

1998

Schwarzkopf & Schwarzkopf

ISBN 3-89602-161-3
Graffiti Art #3 Writing in München

Schwarzkopf & Schwarzkopf

ISBN 3-89602-045-5
Graffiti Art Deutschland-Germany

Year?

Schwarzkopf & Schwarzkopf

ISBN 3-929139-58-8
Backjumps - Sketch book

Year 1999

?

ISBN 3-9806846-0-1
Theorie des style

1996

M. Saupe & Co GmbH. München
Graffiti Lexicon

1993

Author Bernhard van Treeck - Edition Aragon

ISBN 3-924690-88-X
Paris, art libre dans la ville

1991

Herscher

ISBN 2-7335-0195-X
Paris tonkar

1991

Florent Massot R. Pillement

ISBN 2-908382-09-1
Spraycan Art

Authors: Henry Chalfant & James Prigoff